# Rote Liste gefährdeter Pilze, Tiere und Pflanzen am Burgberg (Weserbergland)
Die Rote Liste gefährdeter Pilze, Tiere und Pflanzen am Burgberg (Weserbergland) enthält Großpilze, Wirbel-/wirbellose Tiere und Pflanzen, die am Burgberg nachgewiesen wurden und ausgestorben oder gefährdet sind.
| Klassifikation             | Art                                                    | Rote-Liste-Kategorie (RL) | Bild                           |
| -------------------------- | ------------------------------------------------------ | ------------------------- | ------------------------------ |
| Großpilze                  | Gelber Magerrasen-Rötling (Entoloma longistriatum)     | stark gefährdet           | Gelber Magerrasen-Rötling      |
| Großpilze                  | Blassgrauer Saftling (Hygrocybe fornicata)             | stark gefährdet           |                                |
| Großpilze                  | Krauser Adernzähling (Plicatura crispa)                | ausgestorben              | Krauser Adernzähling           |
| Großpilze                  | Sommer-Trüffel (Tuber aestivum)                        | stark gefährdet           | Sommer-Trüffel                 |
| Großpilze                  | Ausgehöhlte Trüffel (Tuber excavatum)                  | ausgestorben              |                                |
| Großpilze                  | Winter-Stielbovist (Tulostoma brumale)                 | stark gefährdet           | Winter-Stielbovist             |
| Katzen                     | Europäische Wildkatze (Felis silvestris)               | 3 (gefährdet)             | Europäische Wildkatze          |
| Bilche                     | Haselmaus (Muscardinus avellanarius)                   | Vorwarnliste              | Haselmaus                      |
| Vögel                      | Rotmilan (Milvus milvus)                               | Vorwarnliste              | Rotmilan                       |
| Reptilien                  | Waldeidechse (Zootoca vivipara)                        | Vorwarnliste              | Waldeidechse                   |
| Reptilien                  | Zauneidechse (Lacerta agilis)                          | Vorwarnliste              | Zauneidechse                   |
| Tagfalter                  | Skabiosen-Scheckenfalter (Coronella austriaca)         | 2 (stark gefährdet)       | Skabiosen-Scheckenfalter       |
| Tagfalter                  | Kreuzenzian-Ameisenbläuling (Maculinea rebeli)         | 3 (gefährdet)             | Kreuzenzian-Ameisenbläuling    |
| Tagfalter                  | Kurzschwänziger Bläuling (Cupido argiades)             | Vorwarnliste              | Kurzschwänziger Bläuling       |
| Tagfalter                  | Großer Perlmuttfalter (Argynnis aglaja)                | Vorwarnliste              | Großer Perlmuttfalter          |
| Schnecken                  | Glatte Mulmnadel (Platyla polita)                      | 3 (gefährdet)             | Glatte Mulmnadel               |
| Schnecken                  | Bezahnte Glattschnecke (Azeca goodalli)                | 3 (gefährdet)             | Bezahnte Glattschnecke         |
| Schnecken                  | Gefältelte Schließmundschnecke (Macrogastra plicatula) | Vorwarnliste              | Gefältelte Schließmundschnecke |
| Schnecken                  | Keulige Schließmundschnecke (Clausilia pumila)         | 2 (stark gefährdet)       | Keulige Schließmundschnecke    |
| Schnecken                  | Mittlere Schließmundschnecke (Macrogastra attenuata)   | Vorwarnliste              | Mittlere Schließmundschnecke   |
| Schnecken                  | Berg-Vielfraßschnecke (Ena montana)                    | Vorwarnliste              | Berg-Vielfraßschnecke          |
| Schnecken                  | Quendelschnecke (Candidula unifasciata)                | 2 (stark gefährdet)       | Quendelschnecke                |
| Orchideen                  | Gelber Frauenschuh (Cypripedium calceolus)             | 3 (gefährdet)             | Gelber Frauenschuh             |
| Orchideen                  | Braunrote Stendelwurz (Epipactis atrorubens)           | Vorwarnliste              | Braunrote Stendelwurz          |
| Orchideen                  | Mücken-Händelwurz (Gymnadenia conopsea)                | Vorwarnliste              | Mücken-Händelwurz              |
| Orchideen                  | Helm-Knabenkraut (Orchis militaris)                    | 3 (gefährdet)             | Helm-Knabenkraut               |
| Orchideen                  | Männliches Knabenkraut (Orchis mascula)                | Vorwarnliste              | Männliches Knabenkraut         |
| Orchideen                  | Dreizähniges Knabenkraut (Orchis tridentata)           | 3 (gefährdet)             | Dreizähniges Knabenkraut       |
| Orchideen                  | Fuchs’ Knabenkraut (Dactylorhiza fuchsii)              | Vorwarnliste              | Fuchs’ Knabenkraut             |
| Orchideen                  | Purpur-Knabenkraut (Orchis purpurea)                   | Vorwarnliste              | Purpur-Knabenkraut             |
| Orchideen                  | Fliegen-Ragwurz (Ophrys insectifera)                   | 3 (gefährdet)             | Fliegen-Ragwurz                |
| Orchideen                  | Bienen-Ragwurz (Ophrys apifera)                        | 3 (gefährdet)             | Bienen-Ragwurz                 |
| Orchideen                  | Langblättriges Waldvöglein (Cephalanthera longifolia)  | Vorwarnliste              | Langblättriges Waldvöglein     |
| Orchideen                  | Rotes Waldvöglein (Cephalanthera rubra)                | Vorwarnliste              | Rotes Waldvöglein              |
| Enzianartige               | Gewöhnlicher Fransenenzian (Gentianopsis ciliata)      | Vorwarnliste              | Gewöhnlicher Fransenenzian     |
| Enzianartige               | Deutscher Fransenenzian (Gentianella germanica)        | Vorwarnliste              | Deutscher Fransenenzian        |
| Enzianartige               | Kreuz-Enzian (Gentiana cruciata)                       | 2 (stark gefährdet)       | Kreuz-Enzian                   |
| Schmetterlingsblütenartige | Schopfige Kreuzblume (Polygala comosa)                 | Vorwarnliste              | Schopfige Kreuzblume           |
| Lippenblütlerartige        | Einjähriger Ziest (Rhinanthus angustifolius)           | 2 (stark gefährdet)       | Einjähriger Ziest              |
| Lippenblütlerartige        | Echte Betonie (Betonica officinalis)                   | Vorwarnliste              | Echte Betonie                  |
| Lippenblütlerartige        | Wiesensalbei (Salvia pratensis)                        | Vorwarnliste              | Wiesensalbei                   |
| Lippenblütlerartige        | Großer Klappertopf (Rhinanthus angustifolius)          | 3 (gefährdet)             | Großer Klappertopf             |
| Lippenblütlerartige        | Kamm-Wachtelweizen (Melampyrum cristatum)              | 3 (gefährdet)             | Kamm-Wachtelweizen             |
| Rosenartige                | Bastard-Frauenmantel (Alchemilla glaucescens)          | 3 (gefährdet)             | Bastard-Frauenmantel           |
| Primelgewächse             | Echte Schlüsselblume (Primula veris)                   | Vorwarnliste              | Echte Schlüsselblume           |
| Glockenblumengewächse      | Wiesen-Glockenblume (Campanula patula)                 | Vorwarnliste              | Wiesen-Glockenblume            |
| Raublattgewächse           | Buntes Vergissmeinnicht (Myosotis discolor)            | Vorwarnliste              | Buntes Vergissmeinnicht        |
| Hahnenfußgewächse          | Gemeine Akelei (Aquilegia vulgaris)                    | Vorwarnliste              | Gemeine Akelei                 |
| Kreuzblütlerartige         | Pfeil-Gänsekresse (Arabis sagittata)                   | 3 (gefährdet)             | Pfeil-Gänsekresse              |
| Zypressengewächse          | Wacholder (Juniperus)                                  | Vorwarnliste              | Wacholder                      |

## Weblink
- Die Roten Listen. Bundesamt für Naturschutz